# Karel Machotka
Karel Machotka (17. ledna 1881 Humpolec, Rakousko-Uhersko – 5. listopadu 1954 Plzeň, Československo) byl farář Českobratrské církve evangelické v Plzni, zakladatel Korandova sboru.

## Životopis
Narodil se v Humpolci v soukenické rodině dne 17. ledna 1881, jako sedmé z devíti dětí. Otec Maxmilián zemřel když bylo Karlovi sedm let a matka Anna rozená Trnková se musela věnovat pěti žijícím dětem i obchodu. Soukenický cech v Humpolci vznikl v roce 1560 a v 19. století se Humpolci začalo říkat „Český Manchester“, protože soukenictví zaměstnávalo na 2000 lidí. Machotka pocházel z rodu luterských kazatelů z Českomoravské vysočiny, z evangelického prostředí. Mezi příbuznými byli teolog Ferdinand Hrejsa, významný církevní profesor a historik, farář František Hrejsa a farář Maxmilián Machotka. Karel Machotka rád vzpomínal na vyprávění dědečka Trnky z matčiny strany o statečnosti tajných evangelíků v době předtoleranční. Do dvou dnů po vydání tolerančního patentu 13. října 1781 se předkové z otcovy i matčiny strany i s rodinami přihlásili k víře otců. Chodil na gymnázium v Novém Bydžově a Pelhřimově, kde maturoval v roce 1899. Studoval bohosloví na fakultách ve Vídni a Halle. Studia ukončil v březnu roku 1903 a hned nastoupil jako pomocný duchovní ve Vsetíně. Jako vikář zde působil do následujícího roku, kdy 13. září 1904 přišel do Plzně.
V západních Čechách nevznikl po vydání tolerančního patentu žádný povolený luterský (augsburský) ani reformovaný (helvetský) sbor a v širokém okolí se nalézalo pouhých 230 českých evangelíků (obou vyznání). V 19. století vznikaly postupně Škodovy závody, které přitahovaly odborníky z Bavorska a Saska, také evangelických vyznání, kteří pak měli v Plzni od roku 1872 samostatný německý evangelický sbor (o české členy se staral od roku 1879 Felix Molnár, který uměl česky). Německý sbor však vikáře Karla Machotku nebyl ochoten přijmout kvůli malému počtu českých evangelíků, třebaže ten o trochu vzrostl příchodem dělníků z vnitrozemí. Péči o české evangelíky převzal roku 1903 nejbližší český luterský sbor - Salvátorský sbor pražský, se sídlem v Berouně, kde byl Machotka instalován v roce 1904. Stal se osobním vikářem faráře Dr. Ferdinanda Hrejsy pro západní českou diasporu, se sídlem v Plzni. Zde se ujal malé skupiny českých evangelíků (120 lidí), organizované v letech 1903-1904 bratrancem Maxmiliánem Machotkou, prvním českým duchovním v Plzni, jako „Evangelická matice“, pro české členy německého evangelického sboru augsburského vyznání (Maxmilián Machotka v roce 1904 odešel do Vilémova u Čáslavi). Oddělením od německého sboru vznikl v Plzni roku 1903 také český sbor helvetského vyznání, s kazatelem z pražského Klimentského sboru.
Karel Machotka se horlivě ujal evangelizační práce. Postupně navštěvoval české evangelíky podle ohlášení až k Domažlicím, Klatovům, Strakonicím a Písku, ke Zbirohu a Berounu i za Královice. Konal pobožnosti v rodinách a vyučoval děti náboženství. K 1. prosinci 1908 byla v Plzni oficiálně vyhlášena kazatelská stanice pro české věřící a Machotka byl jejím prvním vikářem. V roce 1909 se oženil s Barborou rozenou Ottovou, učitelkou katolického vyznání, která po přestupu vyučovala evangelickému náboženství a stala se první evangelickou katechetkou. 16. prosince 1914 byla stanice povýšena na filiální sbor, který měl 227 věřících v Plzni, 439 i s okolím a sídlo v postupně upravovaném „Husově domě“ v Prokopově ulici č. 27, zakoupeném v roce 1909. Dům byl opatřen modlitebnou a farním bytem pro rodinu vikáře Machotky postupně se čtyřmi dětmi. Děti: Anna (1910–1995, provdaná Pakešová, Hafenbrädlová, Vůjtová, bezdětná), Vojtěch (1912, zemřel týž rok), Noemi (1913–1996, provdaná Karásková, děti Joao a Maria Barbara), JUDr. Jana provdaná Herianová (1915–1999, děti Pavel a Petr), MUDr. Jeroným Machotka (1916–1991, děti Kamila a Pavel).
V roce 1914 přišel do Plzně nový pracovník – vikář Klimentského sboru Ebenezer Otter, kazatel evangelické reformované církve (helvetského vyznání). Oba Machotka i Otter sdíleli stejné evangelizační nadšení i názor, že umělé rozdělení českých evangelíků na luterány a reformované po tolerančním patentu neodpovídá plně českému prostředí. Nacházeli spolu se svými sbory společné kořeny v české reformaci husitské a bratrské, pořádali společné biblické hodiny a přednášky z českých reformačních dějin. K pětistému výročí Husovy smrti uspořádali slavnost. 27. září 1917 si Machotka poznamenal do kalendáře, že je potřeba připravit "náboženskou revoluci". Na konci první světové války vystoupili na veřejnost. Počátkem října 1918 vydali v Plzeňských novinách proklamaci obou sborů, západního helvetského (Otter) a východního augsburského (Machotka) „O české národní církvi“. V období od 3. do 20. října 1918 oba sbory sloučili v jeden českobratrský evangelický, k čemuž došlo zároveň se společenským převratem vyhlášeným levicovými stranami na 14. října 1918. Ke sloučení na úrovni všech církví republiky a založení Českobratrské církve evangelické se uskutečnilo až 17.–18. prosince 1918. V nových podmínkách Československé republiky byla tato spolupráce příznivě sledována českou veřejností a byla dobrou přípravou k přestupovému hnutí, jež zasáhlo český západ až ke hranicím. Později byla založena Církev československá husitská. Ačkoliv její zakladatel Karel Farský působil v Plzni, počty členů obou církví byly vyrovnané.
Karel Machotka vychází z Masarykovy zásady, že náboženství není překonáno, že špatné náboženství je nutné nahrazovat lepším, že husitství a českobratrství jsou vrcholné projevy našich dějin a že především drobná, houževnatá práce mezi lidem městským i venkovským vede k úspěšnému výchovnému cíli i po stránce náboženské. Masarykův vzor sleduje i jako člen realistické strany. Zaměřuje se na široké lidové vrstvy. Pro program využívá Komenského Šestera, Husových Basilejských kompaktát a spisů Chelčického. Zavádí strategii kombinace bohoslužebných shromáždění malých hloučků a veřejných přednášek z českých reformačních dějin. Navazuje na slabé povědomí veřejnosti o husitství a přináší posluchačům něco nového: českobratrství jako touhu po krásné kristovské církvi bez všeho zkompromitovaného na současném křesťanství. Zatímco zpočátku bylo českobratrství výsadou měst a vyšších vrstev, rozšířuje je na celou společnost. Zaměřuje se na dělníky, mládež, široké společenské vrstvy, přednáší jazykem srozumitelným všem. Chodí za posluchači do odlehlých pohraničních vesnic a od nich postupuje do centra k Plzni. Využívá prostorů kantýn, škol a teprve následně modliteben. Pořádá setkání na náměstích, řadu na plzeňském náměstí vedle kostela sv. Bartoloměje, průvody i lesní shromáždění.
Evangelizační práce se snoubila s prací sociálního sebeuvědomování v nové republice. Přišla vlna tzv. přestupového hnutí, z níž ve 20. letech minulého století povstaly oba velké plzeňské sbory a řada sborů a kazatelských stanic v okolí Plzně. Kromě přímých přestupů pocházeli noví členové z řad bezkonfesijních nebo četných katolíků vystoupivších dříve po roce 1918 z římskokatolické církve. Tak jako Salvátorský sbor pražský v roce 1903 založil stanici v Plzni, v roce 1921 stanice Plzeň založila stanici ve Strakonicích, stanice Strakonice stanici ve Volyni, stanice Volyně stanici v Nahořanech, stanice Nahořany stanici ve Čkyni. Od 28. října 1918 do 15. února 1921 Machotka uspořádal 220 evangelizačních shromáždění a misií na 39 místech. Růst sborů dokládá 23 tisíc členů ve sčítání lidu z roku 1921. Po husitské a světové reformaci je dění v západních Čechách někdy označováno jako třetí reformace, mělo ohlas i v zahraničí.
Pro tyto nové sbory byl už po sedmi letech v roce 1925 ustaven nový seniorát Českobratrské církve evangelické a farář Machotka (jmenovaný farářem východního sboru v roce 1922) byl roku 1925 zvolen prvním seniorem. Farář Otter se stal jeho náměstkem v seniorátním výboru a později i jeho nástupcem. Smyslem činnosti bylo vždy netradiční úsilí po srozumitelném zvěstování evangelia, jež se někdy setkávalo v tradičních oblastech církve s nedůvěrou, nepochopením a přezíráním. Senior Machotka pečoval o bohoslužebný život ve všech střediscích, vhodné prostory a později získávání budov a povolávání farářů, vikářů a diakonů. Vyučoval s farářem Otterem i s členy obou rodin náboženství. Psal brožury a články do časopisů, příručku k vyučování náboženství. Sepsal a postupně publikoval vzpomínky na evangelizační práci v terénu po roce 1918, které souborně vydal v roce 1949 pod názvem „Ve znamení kalicha – před 30 lety. Rozsévání evangelia v Plzni a okolí v letech 1918-1921.“ Sestavil a vydal malý zpěvníček písní pro evangelizační shromáždění. Dával lidem evangelickou literaturu, knihy a časopisy. Jako bohoslužebné centrum sboru byly postupně využívány pronajaté prostory plzeňských biografů Elektra a Hvězda. V roce 1927 zakoupil Řemeslnickou besedu v Prokopově ulici č. 19.
Vyznání Karla Machotky z kázání 6. prosince 1925 při příležitosti instalace seniorem vyjadřuje metodu i výsledek evangelizační kampaně: „Zbeřte ty drobty, kteréž zůstaly, ať nezhynou“ (J. 6, 12). „S holí svou přešel jsem Jordán tento, nyní pak dva houfy mám“ (Gen. 32, 10).
Postupně uzrávala myšlenka nového stálého sborového areálu po vzoru tradičního venkovského schématu z Českomoravské vysočiny – kostel a hřbitov obklopený osadou členů sboru. Od počátku stavebních příprav se začal používat název „Korandův sbor“. Východní sbor byl pojmenován po Václavu Korandovi starším i mladším (starší byl radikální husitský kněz působící v Plzni a později duchovní i politický vůdce táboritů, zemřel roku 1453, mladší 1425–1519, narozený v Plzni působil jako utrakvistický duchovní, politik, diplomat a rektor pražského učení, byl nástupcem Jana Rokycany). V letech 1927–1935 se spolupracovníky a stavebními odborníky, vikářem Stanislavem Kurešem, přivolaným z Kdyně, a jeho ženou Hanou, jako účetní, vtiskl svoji představu do projektu zpracovávaného architektem Jaroslavem Fišerem (1899-1938). Studii na původní parcelu poblíž muzea zpracoval Bohumír Kozák (1924), který předurčil ideovou koncepci projektu – kostel uprostřed parcely oddělený od obou ulic nájemními domy se sborovými prostorami. Na novou lokalitu na místě Řemeslnické besedy a městských lázní (1925), zpracoval studii také Jan Gillar (1927–1928), nebyla však reálná. Projekt Jaroslava Fišera (1934–1935) vycházel z konceptu Bohumíra Kozáka a druhá verze ze skic Karla Machotky, které daly řešení finální podobu. Tehdy vrcholí život a dílo bratra Machotky. V neděli 16. května 1935 byl slavnostně položen základní kámen nového kostela (na kameni vytesáno datum 16. IV. 1935) a 29. listopadu 1936 byl kostel slavnostně otevřen za účasti synodního seniora Dr. Josefa Součka, představitelů veřejnosti a velkého počtu členů sboru. V podobném duchu přispěl Machotka ke koncepci kostela v Dolní Bělé a z projektu Jaroslava Fišera (1938) učinil vzorový projekt.
2. světová válka těžce dolehla na Plzeňsko i faráře Machotku. V činnosti nepolevoval, jak dokládá funkce druhého náměstka synodního seniora v letech 1939–1945. Záborem pohraničí 15. března 1939 se však zhroutila jeho představa české evangelické obce v Plzni. Právě dostavěné domy v Prokopově ulici č. 17 a 19 byly poskytnuty k bydlení českým uprchlíkům z pohraničí. Kancelář dostala německý dohled. 12. července 1939 obdržel Machotka zprávu, že na letním bytě ve Svaté Anně u Černovic náhle zemřela manželka Betty. Oporu našel farář Machotka ve druhé manželce Elišce, rozené Havelkové, aktivní člence sboru a vikářce, s níž se oženil v roce 1944. 17. listopadu 1939 byl gestapem zatčen jeho syn Jeroným, po studentské demonstraci v Praze, a držen v koncentračním táboře Oranienburg do ledna 1942. Potom zůstal pod dohledem gestapa až do konce války.
Při výroční slavnosti posvěcení kostela 3. prosince 1944, se vzpomínkou na jeho příchod do Plzně před 40 lety, rozvinul Machotka budovatelský program sboru mezi bezkonfesijními. Program opíral o současný duchovní stav a zkušenosti z roku 1918. Po 2. světové válce seniorát čítal asi 33 000 členů, 24 sborů a 70 kazatelských stanic.
Radost z konce války vystřídalo zklamání z nástupu komunismu. Dcera Noemi v požehnaném stavu musela s manželem v roce 1948 emigrovat do Brazílie, aby se zachránili před vězněním. Synovec sociolog Otakar Machotka, ideolog strany národně sociální, musel uprchnout z republiky, aby si zachránil život. Syn Jeroným s rodinou byl vyhoštěn na tři roky z Prahy do pohraničí. V roce 1950 byla popravena Milada Horáková. Její manžel Bohuslav Horák, strýc manželky Elišky, se zachránil s dcerou Janou útěkem z republiky.
Úplně přepracovaného jej stihl v roce 1950 záchvat mozkové mrtvice a později další. Po 9 měsících pracovní neschopnosti podal 23. dubna 1951 rezignaci na svůj úřad, od 1. září byl v penzi. Nástupcem se stal farář Klimecký. Opustil byt v Korandově sboru, potom žil na Lochotíně v ulici Karolíny Světlé, nepohyblivý, ošetřovaný ženou Eliškou, ve finanční tísni, podporovaný sborem. Navštěvovali jej představitelé i řadoví členové sboru, bratr Koranda a ošetřovali ho dr. Košák a dr. Jerie.
Zemřel po čtyřleté těžké nemoci v plzeňské nemocnici 5. listopadu 1954 ve věku 73 let. Pohřeb za veliké účasti se konal 9. listopadu 1954. Urna s popelem je uložena v kolumbáriu kostela Korandova sboru na čestném místě, v čele hlavní komunikace.

### Text pamětní desky
odhalené 17. září 1967 ve vestibulu budovy Korandova sboru v Plzni:
KALICH
VZPOMÍNEJME NA VŮDCE SVÉ, KTEŘÍ VÁM MLUVILI SLOVO BOŽÍ
Žd. 13, 7.
KAREL MACHOTKA 1881-1954 Z BOŽÍ MILOSTI KAZATEL, DUCHOVNÍ BUDITEL PLZEŇSKA ZAKLADATEL KORANDOVA SBORU
MCMLXVII

### Architektonické řešení budov Korandova sboru
Českobratrské církve evangelické v Plzni, Anglické nábřeží 13:
Regulace v druhém desetiletí 20. století určila zástavbu dnešního Anglického nábřeží reprezentativními veřejnými budovami v návaznosti na nárožní dominantní budovy Mrakodrapu.
Areál budov Korandova sboru, vybudovaný v letech 1935-1936 podle projektu architekta Jaroslava Fišera, tvoří centrální kruhová stavba kostela s půlkulovou kupolí uvnitř bloku oddělená od obou ulic (Anglické nábřeží a Prokopova ulice) deskovými nájemními domy se sborovými prostorami. Obytné budovy výškově plynule navazují na starší zástavbu z let 1924-1925. Průčelí do Anglického nábřeží v uliční čáře nad jezem Radbuzy je klidné, hladké, bílé, členěné čtyřmi osami oken v pěti podlažích, po stranách členěné vertikálními pásy zasklených zimních zahrad. Okenní část je vyvýšená, čelo v ose zdobí kalich. Ve zvýšeném přízemí je v ose budovy hluboko za širokými schody zapuštěný vchod do vestibulu kostela. Z něj jsou přístupné na jedné straně předělitelný presbyterní či hudební sál a na druhé straně kanceláře administrativy a schodiště s výtahem do vyšších pater s byty. Čelní prosklenou stěnou se vchází do chrámové předsíně a dále do vlastní modlitebny.
Dvanáct vnitřních kruhových sloupů vynáší do šestnáctimetrové výše kopuli a zhruba ve výši prvního patra okružní galerii. Centrální kruhový a půlkulový prostor je překvapivě prostorný a projasněný širokou prosklenou lucernou. V čele v ose upoutává vertikální rizalit s kazatelnou, pod ní prostá menza na vyvýšeném pódiu a nad ní v nadživotní velikosti socha Zmrtvýchvstalého Krista, v siluetě připomínající kříž jako Krista žehnajícího. Socha je odlitkem díla, které vytvořil v letech 1821-1822 dánský sochař Bertel Thorvaldsen pro kodaňský chrám P. Marie. (Jiná kopie se nachází v katedrále německé Žitavy - Zittau.) Nad vstupem je kůr s varhanami z roku 1937, s přístupem z vestibulu na kůr i galerii symetrickými schodišti.
Obdobně důstojný kruhový prostor sloužící jako kolumbárium se nachází pod kostelem v částečně zapuštěném suterénu.
Korandův sbor patří mezi nejlepší architektonická díla Plzně z období mezi dvěma světovými válkami.

### Šestero odkazů Jana Amose Komenského z „Kšaftu umírající matky Jednoty Bratrské“:
„Na tebe národe český a moravský, vlasti milá, zapomenouti nemohu, nýbrž tebe pokladů svých, kteréž mi byl svěřil Pán, dědicem činím. Věřím i já Bohu, že po přejití vichřic hněvu, hříchy našimi na hlavy naše uvedeného, vláda věcí tvých k tobě se zase navrátí, ó lide český! A pro tuto naději tebe dědicem činím všeho toho, co jsem koli po předcích svých zdědila:
Napřed milost k pravdě Boží čisté, kterouž nám před jinými národy prvé službou Mistra Jana Husa našeho ukazovati začal Pán.
Druhé, poroučím tobě horlivou žádost k vyrozumívání vždy plnějšímu a jasnějšímu té pravdy Boží, abys znajíc Hospodina hojněji jej poznávati se snažovala. A poněvadž Pán náš Písma svatá zpytovati poručil, odkazuji tobě za dědictví knihu Boží, Bibli svatou.
Třetí, poroučím obzvláště také milost (lásku) k církevnímu řádu a milostné té kázni, kteráž mezi dítkami Božími býti má a musí.
Čtvrté, odevzdávám horlivost k sloužení Pánu Bohu a k sloužení jemu jedním ramenem.
Páté, odevzdávám tobě také a synům tvým snažnost v pulérování, vyčišťování a vzdělání milého našeho a milostného otcovského jazyka.
Šesté, odkazuji tobě mládeže lepší, pilnější a zdárnější cvičení, nežli bývalo.“

## Dílo
- Machotka, K.: letáky: Masaryk a náboženství. O Husovi. O Žižkovi.
- Machotka K.: Malý zpěvníček písní pro evangelizační shromáždění.
- Machotka, K. in Jubilejní výroční zpráva Českobratrského evangelického sboru východního v Plzni, Prokopova 27, 1903–1928. Plzeň 1928.
- Skici k projektu Korandova sboru a kostelu v Dolní Bělé.
- Machotka, K.: K naší stavební otázce. In: Český bratr 15 1938 č. 1, s. 10–12.
- Machotka, K.: Otevření kaple v Dolní Bělé. In: Český bratr 16 1939 č. 12, s. 237.
- Machotka, K.: Naše cesta. Příručka k vyučování náboženství českobratrské církve evangelické pro školy měšťanské, nižší střední a konfirmaci. 2. opravené vydání, Blovice 1940.
- Machotka, K.: Korandův sbor, jeho vznik, budování, popis a otevření. 1. vydání.
- Množství kázání psaných Gabelbergerovým těsnopisem.
- Machotka, K.: V znamení kalicha – před 30 lety. Rozsévání evangelia v Plzni a okolí v letech 1918–1921. Sborník postupně publikovaných statí v časopisech (v brožuře Vzkříšení z pražského seniorátu, ve výročních zprávách obou plzeňských sborů a v seniorátních zprávách z roku 1925, 1929 o Strakonicku, 1931 o Domažlicku, 1934 na Kralovicku a 1937 o Plzni a okolí). 1. vydání, Plzeň 1949.